# Jasnyje Polany
Jasnyje Polany (ros. Ясные Поляны) – osiedle w Rosji, w obwodzie czelabińskim, w rejonie troickim. W 2021 liczyło 1562 mieszkańców.